# Amélie Harlay
  Amélie Harlay  (francès: Marie-Jeanne de Lalande)  (París, 1768 - París, 8 de novembre de 1832), o Marie-Jeanne Amélie Lefrançais de Lalande pel seu matrimoni, fou una matemàtica i astrònoma, coneguda per les seves taules astronòmiques.

## Vida i Obra
Durant molt temps s'havia cregut que era filla il·legítima de Lalande, però sembla incert, tot i que no hi ha gaire vestigis de la seva infància i joventut. El 1788, als vint anys, es va casar amb el cosí de Lalande, Michel Lalande, molt més jove que ell. Lalande es va encarregar de la seva formació i el matrimoni va treballar sempre en els projectes de l'astrònom.
Les Taules horàries annexes al Abrégé de Navigation (1793) de Lalande, d'unes tres-centes pàgines, són obra d'Amélie Harlay.
La seva habilitat en els càlculs matemàtics, li va permetre calcular les posicions del catàleg de 47.000 estrelles que va ser publicat el 1801 per Lalande amb el títol de Histoire Céleste Française. Tenint en compte que per calcular la reducció de cada estrella calen trenta-sis operacions matemàtiques diferents, es pot imaginar la dimensió de la tasca feta.
Ella i Michel Lalande van tenir tres fills, als qui van posar noms referits a l'astronomia: Caroline (per Caroline Herschel), Isaac (per Isaac Newton) i Urània.